# 椿範立
椿 範立（範 立）（つばき のりたつ、中国語: 椿范立、ファン・リ）は、工学者。 富山大学学術研究部工学系教授。日本学術会議連携会員。日本学術振興会第148委員会委員。日本工学アカデミー正会員。

## 人物・経歴
1965年中華人民共和国湖南省生まれ。1987年中国科学技術大学理学部卒業後、1991年に来日し、1992年東京大学大学院工学系研究科修士課程を経て、1995年博士（工学）を取得。
東京大学の博士課程を卒業後、中国への帰国を考えるも、研究を続ける意欲があり、また妻が日本人であったため日本に残ることを決意する。同年4月に同大学助手、1998年講師、1999年助教授に最短で昇進する。その後、2001年4月に富山大学工学部教授に35歳の若さで就任し、来日後わずか10年ほどで教授となる。現在は富山大学学術研究部工学系教授を務める。
2007年、「石油代替エネルギーに着目した触媒プロセスの開発」により日本学術振興会賞を受賞。ネイチャー、米国化学会誌、アンゲヴァンテ・ケミーなど国際的に有名な学術雑誌に500を超える論文を発表し、エネルギー分野において世界的に注目されている。また9冊の本を執筆し、50を超える特許を獲得している。
2016年には、Elsevier社のデータベースに基づいた上海交通大学の世界一流大学研究センターの集計による「被引用数の多い論文著者ランキング2016」（エネルギー科学・工学部門）に選出された。

## 略歴
- 1965年（昭和40年）8月2日 - 中華人民共和国湖南省で生まれる
- 1987年（昭和62年）- 中国科学技術大学理学部卒業
- 1992年（平成4年）- 東京大学大学院工学系研究科修士課程修了
- 1995年（平成7年）- 東京大学大学院工学系研究科博士課程修了、博士号修得
- 1999年（平成11年）- 東京大学大学院工学系研究科助教授
- 2001年（平成13年）- 富山大学工学部教授
- 2008年（平成20年）- 富山大学大学院理工学研究部（工学部）教授
- 2020年（令和2年）- 富山大学学術研究部工学系教授

## 主な業績
- 石油代替エネルギーに着目した触媒プロセスの開発（2003年）[1][2]
- コバルトの使用量を大幅に削減できるカプセル型ＦＴ合成触媒の開発（2018年）[10]
- 航空機ジェット燃料を直接合成できるオンデマンド触媒の開発（2018年）[11][12]
- 「自己触媒機能付き金属触媒反応器」の作製（2020年）[13]

## 主な外部役職
- 日本化学会近畿支部幹事
- 石油学会JS幹事
- 触媒学会代議員、メタン関連触媒研究会代表、関西支部幹事
- 日本エネルギー学会合成燃料部会幹事
- 石油産業活性化センター合成燃料海外調査研究委員会委員長
- 石油産業活性化センター技術評価専門委員会委員
- 新エネルギー・産業技術総合開発機構（NEDO)技術委員
- 日本学術振興会第１４８委員会（石炭・炭素資源利用技術委員会）委員
- 日本学術会議連携委員

## 主な受賞
- 1993年（平成5年）- 日中科学技術交流協会賞（アマダ工業賞）
- 1994年（平成6年）- 日本工業新聞社主催先端技術学生論文表彰制度優秀賞（日本工業新聞社賞）
- 1998年（平成10年）- 石油学会野口記念奨励賞
- 2000年（平成12年）- 日本エネルギー学会進歩賞
- 2007年（平成19年）- 日本学術振興会賞
- 2017年（平成29年）- 日本エネルギー学会学会賞
- 2017年（平成29年）- 日本学術会議連携会員に当選
- 2019年（令和元年）- 触媒学会学会賞
- 2020年（令和2年）- 日本航空株式会社より感謝状を受賞[14]
- 2021年  (令和3年)  - 日本工学アカデミー正会員（Member of  The Engineering Academy of Japan）に選出

## 主な取得特許
- 合成ガスから軽質炭化水素を製造する触媒、その触媒の製造方法、及び合成ガスから軽質炭化水素を製造する方法（特願2014-047828）
- メタノールの製造方法（特願2010-261731、特願2011-087563）
- メタノール合成用触媒の製造方法及びメタノールの製造方法（特願2008-063056、特願2009-259232）
- 液体炭化水素の製造方法（特願2010-051485）
- エタノール合成方法及び装置（特願2007-081397）
- 含酸素化合物の製造方法（特願2009-059360）

## 著書（分担執筆を含む）
- “Design and Engineering of Gas-Liquid-Solid Three-Phase Slurry Reactor and Bubble Column Reactor”in “Chemical Engineering Encyclopedia”7th edition（丸善出版、2011年）
- “Chemistry of Fischer-Tropsch Synthesis”, in "New Development of Biomass Refinery Catalytic Technology"（シーエムシー出版、2011年）
- “Preparation of Capsule Catalyst and Cu/ZnO Catalyst”in “Handbook of Catalyst Preparation”（エヌ・ティー・エス、2011年）
- “Catalytic Chemistry of Reduction Reactions”in “Catalysis Chemistry”（丸善出版、2011年）
- “Biomass to Hydrocarbons”, in “Biomass Handbook”, 2nd edition（オーム社、2010年）
- New Bimodal Catalysts for Fischer-Tropsch Synthesis　book chapter in "Advanced Technology of Methane Chemical Conversion" （シーエムシー出版、2008年）